# Loughborough FC
Loughborough FC (celým názvem: Loughborough Athletic and Football Club) byl anglický fotbalový klub, který sídlil ve městě Loughborough v nemetropolitním hrabství Leicestershire. Založen byl v roce 1886. Do Football League přistoupil v roce 1895, přiřazen byl do tehdejší nejnižší divize – Second Division. Vyloučen z ní byl hlasováním v roce 1900, ve stejném roce klub ukončil svoji existenci. Klubové barvy byly černá, bílá a modrá.
Své domácí zápasy odehrával na stadionu Athletic Ground.

## Historické názvy
Zdroj: 
- 1886 – Loughborough FC (Loughborough Football Club)
- 1887 – Loughborough AFC (Loughborough Athletic and Football Club)
- 188? – Loughborough Town FC (Loughborough Town Football Club)
- 189(5)? – Loughborough FC (Loughborough Football Club)
- 1900 – zánik

## Úspěchy v domácích pohárech
Zdroj: 
- FA Cup
  - 1. kolo: 1892/93

## Umístění v jednotlivých sezonách
Stručný přehled
Zdroj: 
- 1891–1895: Midland Football League
- 1895–1900: Football League Second Division

Jednotlivé ročníky
Zdroj: 
Legenda: Z - zápasy, V - výhry, R - remízy, P - porážky, VG - vstřelené góly, OG - obdržené góly, +/- - rozdíl skóre, B - body, červené podbarvení - sestup, zelené podbarvení - postup, fialové podbarvení - reorganizace, změna skupiny či soutěže
| Anglie (1891 – 1900) |                         |        |    |    |   |    |    |     |     |    |        |
| Sezóny               | Liga                    | Úroveň | Z  | V  | R | P  | VG | OG  | +/- | B  | Pozice |
| 1891/92              | Midland Football League | –      | 20 | 8  | 1 | 11 | 42 | 46  | -4  | 17 | 8.     |
| 1892/93              | Midland Football League | –      | 24 | 15 | 3 | 6  | 64 | 30  | +34 | 33 | 3.     |
| 1893/94              | Midland Football League | –      | 20 | 12 | 6 | 2  | 52 | 22  | +30 | 30 | 3.     |
| 1894/95              | Midland Football League | –      | 26 | 19 | 4 | 3  | 84 | 25  | +59 | 42 | 1.     |
| 1895/96              | Second Division         | 2      | 30 | 9  | 5 | 16 | 40 | 66  | -26 | 23 | 12.    |
| 1896/97              | Second Division         | 2      | 30 | 12 | 1 | 17 | 50 | 64  | -14 | 25 | 13.    |
| 1897/98              | Second Division         | 2      | 30 | 6  | 2 | 22 | 24 | 87  | -63 | 14 | 16.    |
| 1898/99              | Second Division         | 2      | 34 | 6  | 6 | 22 | 38 | 92  | -54 | 18 | 17.    |
| 1899/00              | Second Division         | 2      | 34 | 1  | 6 | 27 | 18 | 100 | -82 | 8  | 18.    |